# Santiago Danani
Santiago Danani La Fuente (Buenos Aires, 12 de dezembro de 1995) é um voleibolista indoor profissional argentino que atua na posição de líbero. Defende a seleção argentina e o clube alemão Berlin Recycling Volleys.

## Carreira
Iniciou nas categorias de base do Club de Amigos em 2014 e atuou pelo Pilar Vóley na temporada 2015-16. Ele disputou o Campeonato Mundial Juvenil de 2015 realizado nas cidades mexicanas de Mexicali e Tijuana conquistando a medalha de pratae premiado como melhor líbero da competição.
Em 2016 conquistou o vice-campeonato na edição do Campeonato Sul-Americano Sub-23 em Cartagena e premiado melhor líbero e disputou Campeonato Mundial Sub-23 em Cairo, no Egito e conquistou mais um título inédito e foi premiado como melhor líbero da competição. No período de 2016-17 atuou pelo Obras San Juan, no período 2017-18 foi jogar pelo Club Atlético River Plate.
Pela seleção adulta disputou a Copa Pan-Americana de 2016 na Cidade do México conquistando o vice-campeonato e disputou Campeonato Mundial Sub-23 de 2017 em Cairo, no Egito e conquistou mais um título inédito. De 2018 a 2021 foi atleta do Kioene Padova.
Disputou pela seleção principal as Copa Pan-Americanas nos anos de 2017 e 2018, respectivamente em Gatineau e Córdoba (Veracruz) e conquistou o bicampeonato consecutivo; também disputou o Campeonato Sul-Americano de 2019 nas cidades de Santiago e Temuco, quando foi premiado como melhor líbero, além do vice-campeonato, também competiu na Liga das Nações de 2019.
No ano de 2021 disputou a Liga das Nações em Rimini e conquistou a medalha de bronze na edição da Olimpíada de Tóquio. No mesmo ano foi contrato pelo Berlin Recycling Volleys para disputar o campeonato alemão.